# Cheilotrichia nymphica
Cheilotrichia nymphica är en tvåvingeart som först beskrevs av Alexander 1928.  Cheilotrichia nymphica ingår i släktet Cheilotrichia och familjen småharkrankar.
Artens utbredningsområde är Jamaica. Inga underarter finns listade i Catalogue of Life.